# 杜茂 (明朝宦官)
杜茂（1540年12月27日—1620年11月11日），字子康， 别号瑞庵， 陕西咸阳人，万历时的司礼监秉笔太监。

## 生平
嘉靖十九年（1540年），出生。嘉靖三十八年（1559年），选入宫庭，为番经厂、汉经厂掌司。万历二十年（1592年），提拔入文书房兼署理惜薪司。万历二十二年（1594年），任命为承天督护，统辖二陵内外官军。万历年间，升为司礼监秉笔太监，曾负责照管王安。泰昌元年（1620年），去世，享年八十一岁。
1986年，北京市海淀区八里庄百花印刷厂院内出土杜茂墓葬，其中出土一盒明代司礼监秉笔太监杜公墓志。盖、志均为青石质地，四周线刻二龙戏珠装饰纹带。现藏于北京市海淀区博物馆，其中出土一件万历錾花鎏金盘。

## 亲属
- 杜三聘（父）
- 王氏（母）